# Homex
Homex est une entreprise mexicaine fondée en 1989, et faisant partie de l'Índice de Precios y Cotizaciones, le principal indice boursier de la bourse de Mexico. Homex est une des principales entreprises de Bâtiments et travaux publics et du secteur immobilier du pays.